# Lophocerynea
Lophocerynea là một chi bướm đêm thuộc họ Noctuidae.